# Portada/efemèride juny 7
Imatge de satèl·lit de Noruega en ple hivern.
« 6 de juny · 7 de juny · 8 de juny »